# 聖米格爾縣 (科羅拉多州)
聖米格爾縣（英語：San Miguel County）是美国科羅拉多州西部的一個縣，西鄰犹他州，面積3,337平方公里。根据2020年美國人口普查，共有人口8,072人。縣治特柳賴德（Telluride）。該縣成立於1883年2月27日。縣名來自聖米格爾河（科羅拉多河的支流之一）。